# سوسای‌قشلاق، خاچماز
سوسای‌قشلاق، خاچماز (به ترکی آذربایجانی: Susayqışlaq) یک منطقهٔ مسکونی در جمهوری آذربایجان است که در شهرستان خاچماز واقع شده‌است. سوسای‌قشلاق ۱٬۳۰۳ نفر جمعیت دارد.